# Championnat féminin de football des clubs de l'Asie de l'Ouest
 (juillet 2022).
Le Championnat féminin des clubs de la WAFF est une compétition annuelle féminine de football organisée par la Fédération d'Asie de l'Ouest de football (WAFF) et regroupant les meilleurs clubs de la région.

## Histoire
Organisée en Jordanie en 2019, la première édition voit s'affronter les champions de cinq pays de la région : la Jordanie, la Palestine, Bahreïn, le Liban et les Émirats Arabes Unis. Les Jordaniennes du Shabab Al-Ordon remportent le titre.
La seconde édition se tient à nouveau en Jordanie, en 2022. Cette fois-ci, les champions de Jordanie, du Liban, de Syrie et d'Irak s'affrontent. Les Libanaises de Safa s'imposent en battant les Jordaniennes de l'Orthodox Club en finale (3-1).
En août 2023, une troisième édition est organisée avec huit clubs participants : quatre saoudiens et quatre jordaniens.

## Palmarès
| N° | Édition | Champion        | Vice-champion | Meilleure joueuse          | Lieu                                         |
| -- | ------- | --------------- | ------------- | -------------------------- | -------------------------------------------- |
| 1  | 2019    | Shabab Al-Ordon | SAS           |                            | Aqaba Development Corporation Stadium, Amman |
| 2  | 2022    | Safa            | Orthodox Club | Shahnaz Jebreen (Orthodox) | Stade Prince Mohammed, Zarka                 |
| 3  | 2023    | Etihad Club     | Amman Club    |                            |                                              |

|   | Club                   | Victoires | 2e | 3e |
| - | ---------------------- | --------- | -- | -- |
| 1 | Shabab Al-Ordon        | 1         | 0  | 0  |
| 1 | Safa                   | 1         | 0  | 0  |
| 1 | Etihad Club            | 1         | 0  | 0  |
| 2 | SAS                    | 0         | 1  | 0  |
| 2 | Orthodox Club          | 0         | 1  | 0  |
| 2 | Amman Club             | 0         | 1  | 0  |
| 3 | Abu Dhabi Country Club | 0         | 0  | 1  |
| 3 | Naft Al-Shamal         | 0         | 0  | 1  |
| 3 | Al-Nassr               | 0         | 0  | 1  |

|   | Pays                | Victoires | 2e | 3e |
| - | ------------------- | --------- | -- | -- |
| 1 | Jordanie            | 2         | 2  | 0  |
| 2 | Liban               | 1         | 1  | 0  |
| 3 | Émirats arabes unis | 0         | 0  | 1  |
| 3 | Irak                | 0         | 0  | 1  |
| 3 | Arabie saoudite     | 0         | 0  | 1  |

## Résultats par édition

### 2019
| Rang | Équipe                 | Pts | J | G | N | P | Bp | Bc | Diff |  | Résultats              |  |     |     |     |      |
| ---- | ---------------------- | --- | - | - | - | - | -- | -- | ---- |  | ---------------------- |  | --- | --- | --- | ---- |
| 1    | Shabab Al-Ordon        | 12  | 4 | 4 | 0 | 0 | 17 | 2  | +15  |  | Shabab Al-Ordon        |  | 3-0 | 2-1 | 2-0 | 10-1 |
| 2    | SAS                    | 7   | 4 | 2 | 1 | 1 | 12 | 7  | +5   |  | SAS                    |  |     | 2-1 | 3-3 | 7-0  |
| 3    | Abu Dhabi Country Club | 6   | 4 | 2 | 0 | 2 | 15 | 5  | +10  |  | Abu Dhabi Country Club |  |     |     | 2-1 | 11-0 |
| 4    | Al-Riffa SC            | 4   | 4 | 1 | 1 | 2 | 13 | 7  | +6   |  | Al-Riffa SC            |  |     |     |     | 9-0  |
| 5    | Arab Orthodox          | 0   | 4 | 0 | 0 | 4 | 1  | 37 | -36  |  | Arab Orthodox          |  |     |     |     |      |

### 2022
| Rang | Équipe         | Pts | J | G | N | P | Bp | Bc | Diff |  | Résultats      |  |     |     |     |
| ---- | -------------- | --- | - | - | - | - | -- | -- | ---- |  | -------------- |  | --- | --- | --- |
| 1    | Orthodox       | 7   | 3 | 2 | 1 | 0 | 5  | 1  | +4   |  | Orthodox       |  | 1-1 | 1-0 | 3-0 |
| 2    | Safa           | 5   | 3 | 1 | 2 | 0 | 4  | 1  | +3   |  | Safa           |  |     | 0-0 | 3-0 |
| 3    | Naft Al-Shamal | 4   | 3 | 1 | 1 | 1 | 1  | 1  | 0    |  | Naft Al-Shamal |  |     |     | 1-0 |
| 4    | Fairouzah SC   | 0   | 3 | 0 | 0 | 3 | 0  | 7  | -7   |  | Fairouzah SC   |  |     |     |     |

| Match pour la 3e place | Naft Al-Shamal | 1 – 0   | Fairouzah SC |  |  |
| 20 juillet 2022 17h    | Al-Ghazawi 53e | (0 - 0) |              |  |  |

| Finale              | Orthodox Club | 1 – 3   | Safa                                 |  |  |
| 20 juillet 2022 20h | Jebreen 40e   | (1 – 1) | 12e Bou Rada · 46e Saad · 80e Hachem |  |  |

### 2023
| Rang | Équipe      | Pts | J | G | N | P | Bp | Bc | Diff |  | Résultats   | EC | AC  | AH  | AI  |
| ---- | ----------- | --- | - | - | - | - | -- | -- | ---- |  | ----------- | -- | --- | --- | --- |
| 1    | Etihad Club | 7   | 3 | 2 | 1 | 0 | 8  | 3  | +5   |  | Etihad Club |    | 4-2 | 1-1 | 3-0 |
| 2    | Amman Club  | 6   | 3 | 2 | 0 | 1 | 7  | 7  | 0    |  | Amman Club  |    |     | 2-1 | 3-2 |
| 3    | Al-Hilal    | 4   | 3 | 1 | 1 | 1 | 4  | 3  | +1   |  | Al-Hilal    |    |     |     | 2-0 |
| 4    | Al-Ittihad  | 0   | 3 | 0 | 0 | 3 | 2  | 8  | -6   |  | Al-Ittihad  |    |     |     |     |

| Rang | Équipe        | Pts | J | G | N | P | Bp | Bc | Diff |  | Résultats     | AN | OC  | AS  | AN  |
| ---- | ------------- | --- | - | - | - | - | -- | -- | ---- |  | ------------- | -- | --- | --- | --- |
| 1    | Al-Nassr      | 6   | 3 | 2 | 0 | 1 | 5  | 4  | +1   |  | Al-Nassr      |    | 2-1 | 2-1 | 1-2 |
| 2    | Orthodox Club | 6   | 3 | 2 | 0 | 1 | 8  | 6  | +2   |  | Orthodox Club |    |     | 4-3 | 3-1 |
| 3    | Al-Shabab     | 3   | 3 | 1 | 0 | 2 | 6  | 7  | -1   |  | Al-Shabab     |    |     |     | 2-1 |
| 4    | Al Nasr       | 3   | 3 | 1 | 0 | 2 | 4  | 6  | -2   |  | Al Nasr       |    |     |     |     |

| Demi-finale  | Etihad Club       | 0 – 0   | Orthodox Club |  |  |
| 30 août 2023 |                   | (0 - 0) |               |  |  |
| 30 août 2023 | Tirs au but 5 - 3 |         |               |  |  |

| Demi-finale  | Al-Nassr | 0 – 4   | Amman Club                                                             |  |  |
| 30 août 2023 |          | (0 - 3) | 9e 77e Mary Awuah Boateng · 16e Bana Al Bitar · 38e (csc) Maysa Jbarah |  |  |

| Match pour la 3e place | Orthodox Club | 0 – 1   | Al-Nassr          |  |  |
| 2 septembre 2023       |               | (0 - 0) | 80e Lina Boussaha |  |  |

| Finale           | Etihad Club                      | 2 – 1   | Amman Club        |  |  |
| 2 septembre 2023 | Zaina Hazem 7e · Nour Zoqash 62e | (1 - 0) | 60e Bana Al Bitar |  |  |